# 巴雅斯呼朗
巴雅斯呼朗（？—1672年，又作巴雅斯护朗），博尔济吉特氏，清朝初年科尔沁部蒙古贵族首领。
巴雅斯呼朗是合撒儿后裔，是奎蒙克塔哈喇的七世孙。博第达喇六世孙，齐齐克玄孙，翁果岱珲台吉曾孙，奥巴之孙，土謝圖親王巴達禮之子。順治二年（1645年）四月，清太宗第八女固倫永安長公主下嫁巴雅斯呼朗，固倫永安長公主是孝端文皇后所生。康熙十一年（1672年），襲封科尔沁左翼中旗扎萨克土謝圖親王。当年巴雅斯呼朗卒。其子阿喇善袭封。康熙三十一年（1692年）正月公主薨，年五十九岁。